# Valerio Mastandrea
Valerio Mastandrea, właściwie Valerio Marco Massimo Maria Mastandrea (ur. 14 lutego 1972 w Garbatella w Rzymie) – włoski aktor filmowy, teatralny i telewizyjny.

## Życiorys
Urodził się w Rzymie. Będąc studentem filozofii, na początku lat 90. brał udział w talk show Canale 5 Maurizio Costanzo Show. Po kilku występach na scenie w spektaklach, okazjonalnie grał w filmach. Debiutował w filmie kryminalnym Palermo Milano - Solo andata (1995) jako Tarcisio Proietti. W 1997 roku dostał swoją pierwszą główną rolę w kasowym przeboju Ja kontra moje życie (Tutti giù per terra). Za rolę Bruno Michelucci w dramacie Coś pięknego (La prima cosa bella, 2010) otrzymał nagrodę Davida di Donatello.

## Wybrana filmografia
- 1995: Palermo Mediolan pod eskortą (Palermo Milano - Solo andata) jako Tarcisio Proietti
- 1996: Un inverno freddo freddo jako Roby
- 1996: Cresceranno i carciofi a Mimongo jako Enzo
- 1997: Ja kontra moje życie (Tutti giù per terra) jako Walter
- 1997: List (La Lettera) jako Charlie 10
- 1997: In barca a vela contromano jako Massimo Migliarini
- 1998: Viola i chłopaki (Viola bacia tutti) jako Samuele
- 1998: Zapach nocy (L'odore della notte) jako Remo Guerra
- 2000: La Carbonara jako Fabrizio
- 2001: Jutro (Domani) jako Giovanni Moccia
- 2001: Sole negli occhi jako agent Rinaldi
- 2002: Ostatni skok (Nid de guêpes) jako Giovanni
- 2002: Playgirl jako Daniele
- 2002: Prędkość maksymalna (Velocità massima) jako Stefano
- 2003: Rzym i rzymianie (Gente di Roma)
- 2004: Il siero della vanità jako Franco Berardi
- 2004: Pracując powoli (Lavorare con lentezza) jako porucznik Lippolis
- 2005: Nessun messaggio in segreteria jako Piero (ekstrawertyk)
- 2005: Pod liśćmi (Sotto le foglie) jako chłopak ze sklepu
- 2005: Piano 17 jako domokrążca
- 2006: Napoleon i ja (N (Io e Napoleone)) jako Ferrante Papucci
- 2006: Kajman (Il caimano) jako Cesari
- 2006: Basette jako Antonio / Lupin
- 2007: Nocny autobus (Notturno bus) jako Franz
- 2007: Wycieczka do Maroka (Last Minute Marocco) jako Sergio
- 2008: Nie przejmuj się (Non pensarci) jako Stefano Nardini
- 2008: Tutta la vita davanti jako Giorgio
- 2008: Un giorno perfetto jako Antonio Buonocore
- 2009: Gulia nie wychodzi wieczorem (Giulia non esce la sera) jako Guido
- 2009: Dziewięć (Nine) jako De Rossi
- 2009: Good Morning Aman jako Teodoro
- 2010: Coś pięknego (La prima cosa bella) jako Bruno Michelucci
- 2011: Cose dell'altro mondo jako Ariele Verderame
- 2011: Tutti al mare jako Fantino
- 2012: Padroni di casa jako Cosimo
- 2012: Piazza Fontana: The Italian Conspiracy jako Luigi Calabresi
- 2012: Gli equilibristi jako Giulio
- 2012: Wódz i bocian (Il comandante e la cicogna) jako Leo
- 2013: Viva la libertà jako Andrea Bottini
- 2013: La sedia della felicità jako Dino
- 2014: Twarz anioła (The Face of an Angel) jako Edoardo
- 2014: Pasolini jako Nico Naldini
- 2015: La felicità è un sistema complesso jako Enrico Giusti
- 2016: Fai bei sogni jako Massimo
- 2016: Dobrze się kłamie w miłym towarzystwie (Perfetti sconosciuti) jako Lele
- 2016: Fiore jako Ascanio
- 2021: Oderwij wzdłuż linii jako Pancernik (głos).